# Szojuz–32
A Szojuz–32 (oroszul: Союз 32) szovjet háromszemélyes, kétszemélyessé átalakított szkafanderes személyszállító, szabványos rendszerben épített Szojuz űrhajó. Az űrhajó vitte a 3. hosszú időtartamú alapszemélyzetet, a Szaljut–6 űrállomásra.

## Küldetés
Feladata az űrállomás használhatóságának megállapítása, a hajtóműrendszer megjavítása, valamint az előírt navigációs, csillagászati, műszaki, légkörkutatási, földfotózási, földmegfigyelési, orvosi és biológiai kutatási program folytatása.

## Jellemzői
Központi tervező iroda CKBEM <= Центральное конструкторское бюро экспериментального машиностроения (ЦКБЕМ)> (OKB-1 <= ОКБ-1>, most OAO RKK Energiya im. SP Korolev <= ОАО РКК Энергия им. С. П. Королёва> – Központi Kísérleti Gépgyártási Tervezőiroda). Az űrhajót kis átalakítással emberes programra, teherszállításra és mentésre (leszállásra) tervezték.
1979. február 25-én a Bajkonuri űrrepülőtér indítóállomásról egy Szojuz hordozórakéta (11А511U) juttatta Föld körüli, közeli körpályára. Az orbitális egység pályája 88.9 perces, 51.6 fokos hajlásszögű, elliptikus pálya-perigeuma 198 kilométer, apogeuma 274 kilométer volt. Hasznos tömege 6800 kilogramm. Szerkezeti felépítését tekintve a Szojuz űrhajó napelemtáblák nélküli változatával megegyező. Akkumulátorait az űrállomás napelemtáblái által előállított energiával tartották üzemkész állapotban. Február 26-án 14 óra 30 perckor kapcsolódott össze az űrállomással, a I-es dokkoló egységnél. A dokkolás automatikus vezérléssel történt. Összesen 108 napot, 4 órát, 24 percet és 37 másodpercet töltött a világűrben. Összesen 2755 alkalommal kerülte meg a Földet.
Alapos ellenőrzés után megtörtént az átszállás. Március 14-én fogadták a Progressz–5 teherűrhajót, ami több új egységet (kutatási eszközt és anyagokat), üzemanyagot, levegőt szállított. Március 16. és március 27. között a Szaljut egyesített hajtóműrendszerén sikeres nagyjavítást végeztek. Az elhasználódott eszközöket, anyagokat, hulladékot átpakolták a teherjárműbe, amit április 3-án leválasztottak.
Április 11-én hajtóműhiba miatt elmaradt a negyedik Interkozmosz küldetés, melynek keretében repült Bulgária első űrhajósa, Georgi Ivanov. A kutatási eszközöket, műszereket, anyagokat május 15-én a Progressz–6 teherűrhajó szállította. A leválasztott teherűrhajó helyére, személyzet nélkül érkezett a Szojuz–34 űrhajó, leváltva a 108 napos űrbeli tartózkodást meghaladó Szojuz–32 egységet. A Szojuzok űrbeli tartózkodásának üzemidejét 90 napra tervezték. A hosszú üzemidőt a Szojuz–33 sikertelen dokkolása okozta.
Június 13-án automatikus üzemmódban, személyzet nélkül belépett a légkörbe, a leszállás hagyományos módon – ejtőernyős leereszkedés – történt, Zsezkazgantól 295 kilométerre északnyugatra ért Földet.

## Személyzet
(zárójelben a küldetések száma a Szojuz-32-al együtt)

### Indításkor
- Vlagyimir Afanaszjevics Ljahov (1), parancsnok
- Valerij Rjumin (2), fedélzeti mérnök

### Leszálláskor
- űrhajósok nélkül